# Geschichte der Medienpädagogik
Die Geschichte der Medienpädagogik hat die Entstehung und Entwicklung der pädagogischen Forschung und Praxis im Zusammenhang mit Medien zum Gegenstand.
Im Mittelpunkt steht dabei das Aufkommen medienpädagogischer Strömungen im Laufe der Zeit. Mit dem Aufkommen neuer Strömungen verschwinden bisherige Richtungen allerdings nicht. Zu beobachten ist vielmehr eine Erweiterung der Positionen. So gibt es nach wie vor eine bewahrpädagogische Strömung in der Medienpädagogik, auch wenn diese Richtung nur noch selten vertreten wird.

## Vorgeschichte
In manchen Ansätzen wird das Aufkommen der Schriftsprache als Beginn von Diskussionen gesehen, die aus heutiger Sicht in den Bereich der Medienpädagogik fallen. Häufig genannt wird in diesem Zusammenhang der von Platon berichtete Mythos vom Theut. Die Diskussion von Theorie und Praxis des Buchdrucks durch Comenius wird gelegentlich als Beginn der Mediendidaktik behandelt. Die Verbreitung des Telegrafen wird im Kontext mit Veränderungen der Bildung des Menschen diskutiert. Wird ein weiter Medienbegriff verwendet (wie etwa in den Ansätzen der Toronto School nach Harold Innis und Marshall McLuhan), sind auch die Untersuchungen zu Dampfschiffen, der Eisenbahn oder Düsenflugzeugen in diesem Kontext zu sehen. Als Medien werden in diesem Verständnis nicht nur Mittler audiovisueller Kommunikation verstanden, sondern grundsätzlich alle technischen Innovationen.

## Bewahrpädagogik
Ein wichtiger Impuls für erste medienpädagogische Auseinandersetzungen war die Ausbreitung des Mediums Film zu Beginn des 20. Jahrhunderts und die Etablierung von rund 480 Kinos in Deutschland um 1910. Dies war auch die Zeit der Kinoreformer, eine reformpädagogische Bewegung die Ende des 19./Anfang des 20. Jahrhunderts aufkam und deren Vertreter sich der kritischen Auseinandersetzung mit dem Medium Film widmeten. Es wurden sowohl qualitativ und pädagogisch hochwertige Filme gefördert als auch der Schutz der Heranwachsenden vor negativen Medieneinflüssen insistiert. Die pädagogischen Ansätze zu dieser Zeit lassen sich als bewahrpädagogisch definieren, d. h. Ziel pädagogischen Handelns (hier: mit dem Medium Film) war vordergründig der Schutz vor angenommenen Gefahren. In den 1920er Jahren wurde neben dem Reichslichtspielgesetz (ein Vorläufer des heutigen Jugendmedienschutzes), auch die Schulfilmbewegung mobilisiert, die sich dafür einsetzte, Filme für schulische Bildungszwecke nutzen zu können.

## Propagandistisch-indoktrinäre Medienpädagogik
In der nationalsozialistischer Diktatur (1933–1945) wurden Medien als Indoktrinations- und Propagandamittel missbraucht, und somit die medienpädagogische Bestrebungen der Vorjahre relativiert. Medienpädagogik im Dritten Reich war am Interesse von Partei und Staat ausgerichtet. Für diesen Zeitraum lässt sich eine totale ideologische Indienststellung und Funktionalisierung von Massen- und Unterrichtsmedien konstatieren. Die Rezipienten wurden auf die Funktion als Empfänger reduziert und der einzige Zweck dieser Pädagogik war die Stützung der nationalsozialistischen Gewaltherrschaft unter dem Deckmantel einer als Unterhaltung und Volkserziehung getarnten medialen Propaganda.
Dennoch gab es auch in der Zeit des Nationalsozialismus engagierte Pädagogen, die den Blick auf die Rezipienten lenkten und sich von der ideologischen Instrumentalisierung distanzierten. In diesem Zuge ist der Reformpädagoge Adolf Reichwein (1889–1944) anzuführen, der die sogenannte „kritische Seherziehung“ konzipiert hat. Kern dieser Erziehung war die kritische Rezeption und Reflexion der Realität, die Menschen (insbesondere Kinder), zu einem kompetenten Agieren befähigen und zu „Selbstdenkern“ machen soll. Er distanzierte sich so deutlich von der Manipulationsstrategie der nationalsozialistischen Machthaber und legte einen wichtigen Grundstein für die spätere kritisch-reflexiv ausgerichtete Medienpädagogik.

## Selbstbewahrung und Medienpädagogik
Ab 1960 prägte die Kritische Theorie der Frankfurter Schule die medienpädagogischen Ansätze, deren Kernpunkt die Kritik an der manipulativen Kulturindustrie war. Die potentiellen Gefahren wurden nun nicht mehr an ethischen und moralischen Maßstäben festgesetzt, sondern über politische bzw. gesellschaftskritische Kategorien. Ähnlich wie in bewahrpädagogischen Ansätzen wird auch hier die Rolle der Rezipienten vorwiegend als passiv verstanden. Aus Sicht der Kritischen Theorie wurden besonders Unterhaltungsformate Gegenstand der Kritik, da ihnen manipulative Absicht mit dem Ziel der Aufrechterhaltung von gesellschaftlichen Machtverhältnissen zugeschrieben wurde.

## Kritisch-reflexive Medienpädagogik
1945 wurde an die bewahrpädagogischen Ansätze der 1920er Jahre angeknüpft, jedoch richtete sich 1950/1960 der Schwerpunkt auf die sich in Deutschland ausbreitenden Medienangebote der Siegermacht USA.
Mit der Gründung der DDR wurden Medien in Ostdeutschland sehr stark für politisch-ideologische Zwecke instrumentalisiert. Der Fokus lag auf einem „bewussten Medienumgang“ in dem es primär darum ging, sich kritisch mit westlichen Medienangeboten zu befassen. Medien wurden zwar in die Erziehung mit eingebunden, jedoch in einem propagandistischen Sinne, um die Ideale des sogenannten “Realsozialismus” zu verbreiten.
Ein Paradigmenwechsel in der Medienpädagogik lässt sich 1970/1980 feststellen. Die Theorie des „Symbolischen Interaktionismus“ war in diesen Jahren programmatisch. Die Vorstellung über den Rezipienten entwickelte sich hier vom passiven Objekt und Opfer von Medienwirkung hin zum aktiv handelnden Subjekt, welches sich produktiv mit Medien auseinandersetzt. Mittelpunkt der handlungsorientierten Medienpädagogik sind nicht die Medien, sondern vielmehr die Individuen in ihrem gesellschaftlichen Kontext und die Weiterentwicklung deren Kompetenz, den Medienalltag durch authentisches kompetentes Handeln, welches die Medien dienstbar macht, mitzugestalten.

## Reflexiv-praktische Medienpädagogik
1980 versucht die Medienpädagogik in Bezug auf die medialen und gesellschaftlichen Entwicklungen eine eigene Position zu entwickeln, da sie sich schon damals mit reißerischer Medienberichterstattung, Gewaltthematik und dem Thema Werbung konfrontiert sah.
1984 wurde die Gesellschaft für Medienpädagogik und Kommunikationskultur (GMK) gegründet, um medienpädagogische Aktivisten und Aktivitäten zu bündeln und eine größere Öffentlichkeit und Durchsetzungskraft herzustellen. Im Jahr 1994 initiierten Stefan Aufenanger und Dieter Baacke eine medienpädagogische Arbeitsgemeinschaft in der Deutschen Gesellschaft für Erziehungswissenschaft (DGfE) aus der zunächst die Kommission Umwelt- und Medienpädagogik und 2010 die Sektion Medienpädagogik hervorging.
In den 1990er Jahren spielte der Begriff der Medienkompetenz in der Medienpädagogik eine große Rolle. Durch die rasante Entwicklung der neuen Medien stellte sich für viele Pädagogen die Frage nach Schlüsselqualifikationen für die ausgerufene Mediengesellschaft, was dazu führte, dass das Konzept der Medienkompetenz nach Dieter Baacke in vielen Beiträgen weiter modifiziert und versucht wurde neuen Entwicklungen anzupassen. Auch mit subjektiven Erlebnis- und Wahrnehmungswelten von Kindern und Jugendlichen beschäftigt sich die Medienpädagogik zu dieser Zeit.
Bis heute hat sich Medienpädagogik in Deutschland als wissenschaftliche (Teil-)Disziplin etablieren können was sich u. a. an universitären Lehrstühlen und Studiengängen ausdrückt. Gemessen an der Herausforderung, breitenwirksam und nachhaltig Medienpädagogik in allen pädagogischen Handlungsfeldern zu verankern, sind aber weitere, erhebliche Anstrengungen notwendig. Das „Medienpädagogische Manifest“ (2009) und die Initiative “Keine Bildung ohne Medien!” (KBoM) entwickelten hierfür entsprechende Vorschläge, insbesondere eine „Grundbildung Medien für alle pädagogischen Fachkräfte“.